# Silver Star Carousel
Le Silver Star Carousel est un carrousel du parc Six Flags Over Texas. Le carrousel est le dernier construit par la société Dentzel Carousel Company de William Dentzel, basée à Philadelphie. 

## Histoire
Il fut érigé à l'origine en 1928 près du boardwalk municipal au sein du parc d'attractions Rockaway's Playland (en) de Long Island (New York). Dentzel était le propriétaire du manège, tandis qu'un ami à lui assurait l'exploitation en tant que concession. Lorsque Dentzel décède en mars 1928, le parc achete le carrousel à la famille Dentzel et l'utilise jusqu'en 1937. Cette année-là, le parc entrepose le manège et ne le ressort qu'en 1945. Il continue d'être exploité par le parc Rockaway's Playland jusqu'à la fin de l'année 1962 lorsque le parc Six Flags Over Texas l'achète pour 25 000 dollars.
La société Six Flags installe le carrousel en 1963 dans la section Boomtown sous le nom de Boomtown Carousel. En raison de l'histoire de l'attraction, la Texas Historical Commission déclare le carrousel comme un site historique en 1966.
En 1985, le manège est fermé pour une réhabilitation importante. Il rouvre en 1988, après trois années de restauration, sous le nom actuel Silver Star Carrousel dans la section Front Gate Star Mall.